# Давіс Ікаунієкс
Давіс Ікаунієкс (латис. Dāvis Ikaunieks; нар. 7 січня 1994, Кулдіга) — латвійський футболіст, півзахисник брунейського клубу ДПММ та національної збірної Латвії.

## Клубна кар'єра
Вихованець «Металургса» (Лієпая). У сезоні 2012 року став виступати за першу команду, зігравши лише 3 матчі у чемпіонаті, а наступного сезону провів 14 ігор у чемпіонаті і забив дебютний гол. Після цього з 2014 року, після банкрутства «Металургса», став виступати за новостворений клуб «Лієпая», що фактично став наступником «Металургса». У сезоні 2015 року Давіс забив 15 голів у 25 матчах чемпіонату і став найкращим бомбардиром турніру, а також допоміг клубу вперше в історії виграти національний чемпіонат.
У червні 2016 року Ікаунієкс був орендований чеським клубом «Височина». У січні 2017 року клуб реалізував право викупити контракт гравця і підписав з Давісом угоду на два з половиною роки. Загалом у новій команді латвієць провів півтора року, забивши за цей час 19 голів у 57 матчах вищого дивізіону Чехії, втім за підсумками сезону 2017/18 клуб зайняв передостаннє 15 місце і вилетів у Другу лігу.
20 червня 2018 року Ікаунієкс підписав трирічну угоду з іншою командою Першої ліги Чехії «Яблонцем». Станом на 2 вересня 2018 року відіграв за команду з Яблонця-над-Нісою 4 матчі в національному чемпіонаті.

## Виступи за збірні
2010 року дебютував у складі юнацької збірної Латвії, взяв участь у 36 іграх на юнацькому рівні, відзначившись 13 забитими голами. Згодом у 2014—2016 роках залучався до складу молодіжної збірної Латвії. На молодіжному рівні зіграв у 9 офіційних матчах, забив 2 голи.
1 червня 2016 року дебютував в офіційних іграх у складі національної збірної Латвії в матчі Балтійського кубка проти Литви (2:1), вийшовши на заміну на 65-й хвилині замість свого брата Яніса.
| Дата       | Місто               | Господарі         | Результат          | Гості             | Турнір                               | Голи | Примітки |
| ---------- | ------------------- | ----------------- | ------------------ | ----------------- | ------------------------------------ | ---- | -------- |
| 1-6-2016   | Лієпая              | Латвія            | 2 – 1              | Литва             | Балтійський кубок                    | -    | 65'      |
| 4-6-2016   | Таллінн             | Естонія           | 0 – 0              | Латвія            | Балтійський кубок                    | -    | 78'      |
| 2-9-2016   | Рига                | Латвія            | 3 – 1              | Люксембург        | товариський матч                     | 1    | 54'      |
| 6-9-2016   | Андорра-ла-Велья    | Андорра           | 0 – 1              | Латвія            | Відбір до ЧС 2018                    | -    | 63'      |
| 7-10-2016  | Рига                | Латвія            | 0 – 2              | Фарерські острови | Відбір до ЧС 2018                    | -    | 77'      |
| 10-10-2016 | Рига                | Латвія            | 0 – 2              | Угорщина          | Відбір до ЧС 2018                    | -    | 68'      |
| 13-11-2016 | Фару                | Португалія        | 4 – 1              | Латвія            | Відбір до ЧС 2018                    | -    | 58'      |
| 25-3-2017  | Лансі               | Швейцарія         | 1 – 0              | Латвія            | Відбір до ЧС 2018                    | -    | 69'      |
| 28-3-2017  | Тбілісі             | Грузія            | 5 – 0              | Латвія            | товариський матч                     | -    | 58'      |
| 9-6-2017   | Рига                | Латвія            | 0 – 3              | Португалія        | Відбір до ЧС 2018                    | -    | 67'      |
| 12-6-2017  | Рига                | Латвія            | 1 – 2              | Естонія           | товариський матч                     | 1    | 46'      |
| 31-8-2017  | Женева              | Угорщина          | 3 – 1              | Латвія            | Відбір до ЧС 2018                    | -    | 72'      |
| 3-9-2017   | Рига                | Латвія            | 0 – 3              | Швейцарія         | Відбір до ЧС 2018                    | -    | 68'      |
| 7-10-2017  | Торсгавн            | Фарерські острови | 0 – 0              | Латвія            | Відбір до ЧС 2018                    | -    | 74'      |
| 10-10-2017 | Рига                | Латвія            | 4 – 0              | Андорра           | Відбір до ЧС 2018                    | 1    | 72'      |
| 13-11-2017 | Косовська Митровиця | Косово            | 4 – 3              | Латвія            | товариський матч                     | -    |          |
| 6-9-2018   | Рига                | Латвія            | 0 – 0              | Андорра           | Ліга націй УЄФА 2018-2019 - 1 етап   | -    | 61'      |
| 16-10-2018 | Рига                | Латвія            | 0 – 3              | Грузія            | Ліга націй УЄФА 2018-2019 - 1 етап   | -    | 70'      |
| 15-11-2018 | Астана              | Казахстан         | 1 – 1              | Латвія            | Ліга націй УЄФА 2018-2019 - 1 етап   | -    | 72'      |
| 19-11-2018 | Андорра-ла-Велья    | Андорра           | 0 – 0              | Латвія            | Ліга націй УЄФА 2018-2019 - 1º turno | -    | 75'      |
| 24-3-2019  | Варшава             | Польща            | 2 – 0              | Латвія            | Відбір до ЧЄ 2020                    | -    | 74'      |
| 15-10-2019 | Беер-Шева           | Ізраїль           | 3 – 1              | Латвія            | Відбір до ЧЄ 2020                    | -    | 78'      |
| 16-11-2019 | Любляна             | Словенія          | 1 – 0              | Латвія            | Відбір до ЧЄ 2020                    | -    | 72'      |
| 19-11-2019 | Рига                | Латвія            | 1 – 0              | Австрія           | Відбір до ЧЄ 2020                    | -    | 25' 89'  |
| 6-9-2020   | Та-Калі             | Мальта            | 1 – 1              | Латвія            | Ліга націй УЄФА 2020-2021 - 1º turno | -    | 62'      |
| 7-10-2020  | Подгориця           | Чорногорія        | 1 – 1              | Латвія            | товариський матч                     | -    | 84'      |
| 13-10-2020 | Рига                | Латвія            | 0 – 1              | Мальта            | Ліга націй УЄФА 2020-2021 - 1º turno | -    | 64'      |
| 11-11-2020 | Серравалле          | Сан-Марино        | 0 – 3              | Латвія            | товариський матч                     | -    | 46'      |
| 17-11-2020 | Андорра-ла-Велья    | Андорра           | 0 – 5              | Латвія            | Ліга націй УЄФА 2020-2021 - 1 етап   | -    | 82'      |
| 24-3-2021  | Рига                | Латвія            | 1 – 2              | Чорногорія        | Відбір до ЧС 2022                    | -    | 81'      |
| 30-3-2021  | Стамбул             | Туреччина         | 3 – 3              | Латвія            | Відбір до ЧС 2022                    | 1    | 65'      |
| 4-6-2021   | Рига                | Латвія            | 3 – 1              | Литва             | Балтійський кубок                    | -    | 37'      |
| 10-6-2021  | Таллінн             | Естонія           | 2 – 1              | Латвія            | Балтійський кубок1                   | -    | 77'      |
| 3-6-2022   | Рига                | Латвія            | 3 – 0              | Андорра           | Ліга націй УЄФА 2022-2023 - 1 етап   | -    | 86'      |
| 6-6-2022   | Рига                | Латвія            | 1 – 0              | Ліхтенштейн       | Ліга націй УЄФА 2022-2023 - 1 етап   | -    | 85'      |
| 10-6-2022  | Кишинів             | Молдова           | 2 – 4              | Латвія            | Ліга націй УЄФА 2022-2023 - 1 етап   | -    | 80'      |
| 14-6-2022  | Вадуц               | Ліхтенштейн       | 0 – 2              | Латвія            | Ліга націй УЄФА 2022-2023 - 1 етап   | -    | 87'      |
| 22-9-2022  | Рига                | Латвія            | 1 – 2              | Молдова           | Ліга націй УЄФА 2022-2023 - 1 етап   | -    | 82'      |
| 25-9-2022  | Андорра-ла-Велья    | Андорра           | 1 – 1              | Латвія            | Ліга націй УЄФА 2022-2023 - 1º turno | -    | 85'      |
| 16-11-2022 | Рига                | Латвія            | 1 – 1 (5 – 3 п.п.) | Естонія           | Балтійський кубок                    | -    | 62'      |
| 19-11-2022 | Рига                | Латвія            | 1 – 1 (7 – 8 п.п.) | Ісландія          | Балтійський кубок                    | -    | 80'      |
| 22-3-2023  | Дублін              | Ірландія          | 3 – 2              | Латвія            | товариський матч                     | -    | 81'      |
| 16-6-2023  | Рига                | Латвія            | 2 – 3              | Туреччина         | Відбір до ЧЄ 2024                    | -    | 80'      |
| 8-9-2023   | Рієка               | Хорватія          | 5 – 0              | Латвія            | Відбір до ЧЄ 2024                    | -    | 86'      |
| 12-10-2023 | Рига                | Латвія            | 2 – 0              | Вірменія          | Відбір до ЧЄ 2024                    | -    | 88'      |
| 15-10-2023 | Конья               | Туреччина         | 4 – 0              | Латвія            | Відбір до ЧЄ 2024                    | -    | 86'      |
| 8-6-2024   | Лієпая              | Латвія            | 0 – 2              | Литва             | Балтійський кубок                    | -    | 84'      |
| 11-6-2024  | Лієпая              | Латвія            | 1 – 0              | Фарерські острови | Балтійський кубок                    | -    | 46'      |
| Усього     |                     | Матчів            | 48                 |                   | Голів                                | 4    |          |